# Bruce Mines
Bruce Mines es un pueblo canadiense situado en la provincia de Ontario.

## Superficie
Bruce Mines tiene una superficie de 6,09 km².

## Demografía
En 2021, tenía 582 habitantes, una densidad poblacional de 95,6 hab./km², y 293 viviendas.